# Inter-nacionalna liga
Inter-nacionalna liga (s kratico INL) je mednarodna hokejska klubska liga, v kateri nastopajo klubi iz Avstrije, Slovenije in Italije. Ustanovljena je bila leta 2012 kot drugo kakovostno tekmovanje za ligo EBEL. Prvotno je bilo predvidena liga sedmih klubov, toda s propadom HK Acroni Jesenice, jih je v prvi sezoni 2012/13 nastopalo šest, štiri iz Avstrije in dva iz Slovenije. V drugi sezoni 2013/14 se je liga razširila tudi v Italijo, nastopalo je šest klubov iz Slovenije, pet iz Italije in štiri iz Avstrije. V sezoni 2014/15 je nastopalo pet klubov iz Slovenije in šest iz Avstrije. Leta 2016 je bila liga združena v novoustanovljeno Alpsko hokejsko ligo.

## Sodelujoči klubi
| Klub                    | Mesto         | Dvorana                 | Kapaciteta | Ustanovitev | Priključitev |
| ----------------------- | ------------- | ----------------------- | ---------- | ----------- | ------------ |
| EHC Bregenzerwald       | Bregenzerwald | Messestadion Dornbirn   | 4.270      | 1985        | 2012         |
| EHC Lustenau            | Lustenau      | Rheinhalle              | 2.200      | 1970        | 2012         |
| EK Zell am See          | Zell am See   | Eishalle Zell am See    | 3.200      | 1928        | 2012         |
| VEU Feldkirch           | Feldkirch     | Vorarlberghalle         | 5.200      | 1977        | 2012         |
| EC Kitzbühel            | Kitzbühel     | Sportpark Kapserbrücke  | 1.700      | 1910        | 2014         |
| HC Kapfenberg           | Kapfenberg    | Sportzentrum Kapfenberg | 4.000      | 1947        | 2014         |
| HK Prosports.si Triglav | Kranj         | Arena Zlato polje       | 1.000      | 1968        | 2012         |
| HK Playboy Slavija      | Ljubljana     | Dvorana Zalog           | 1.000      | 1964        | 2012         |
| HK MK Bled              | Bled          | Ledena dvorana Bled     | 1.000      | 1999        | 2013         |
| HK Celje                | Celje         | Ledena dvorana Golovec  | 500        | 1998        | 2013         |
| HDD Jesenice            | Jesenice      | Dvorana Podmežakla      | 5.900      | 2013        | 2013         |

## Nekdanji klubi
| Klub             | Mesto   | Dvorana              | Kapaciteta | Ustanovitev | Sodelovanje |
| ---------------- | ------- | -------------------- | ---------- | ----------- | ----------- |
| HDK Maribor      | Maribor | HDK Maribor          | 1.000      | 1993        | 2013        |
| SV Kaltern       | Kaltern | Palaghiaccio Kaltern | 850        | 1962        | 2013        |
| HC Eppan Pirates | Eppan   | Eisstadion Eppan     | 1.400      | 1981        | 2013        |
| HC Merano Junior | Merano  | Meranarena           | 1.000      | 2001        | 2013        |
| HC Neumarkt-Egna | Egna    | Eisplatz Egna        | 3.500      | 1965        | 2013        |
| HC Gherdëina     | Sëlva   | Pranives Ice Stadium | 2.000      | 1927        | 2013        |

## Prvaki
| Sezona  | Prvak             | Podprvak           |
| ------- | ----------------- | ------------------ |
| 2012/13 | EHC Bregenzerwald | HK Playboy Slavija |
| 2013/14 | Neumarkt-Egna     | Bregenzerwald      |
| 2014/15 | EHC Lustenau      | VEU Feldkirch      |
| 2015/16 | Bregenzerwald     | EHC Lustenau       |